# Pascal Elbé
Pascal Elbé (ur. 13 marca 1967 w Colmar w departamencie Haut-Rhin) – francuski aktor i scenarzysta filmowy.
W 1995 roku ukończył studia na uniwersytecie sztuk dramatycznych, a rok później wystąpił w kinowej komedii Fałszywy krok (Fallait pas!..., 1996). Następnie otrzymał niewielką rolę w komedii XXL (1997) u boku Gérarda Depardieu i Giny Lollobrigidy. Za kreację Simona w komedii Ojciec i synowie (Père et fils, 2003) z udziałem Philippea Noireta i Bruno Putzulu zdobył nominację do nagrody Cezara. W roku 2008 zagrał homoseksualnego Philippe’a w komediodramacie Vincenta Garenq Baby Love; na ekranie towarzyszył Lambertowi Wilsonowi.